# Pipunculus zugmayeriae
Pipunculus zugmayeriae är en tvåvingeart som beskrevs av Kowarz 1887. Pipunculus zugmayeriae ingår i släktet Pipunculus och familjen ögonflugor. Arten har ej påträffats i Sverige. Inga underarter finns listade i Catalogue of Life.